# Hrmz Bay 12
| Hrz. nach Blatt 343          |                             |
|                              | ungebremst                  |
| Nummerierung:                | 70 001 bis 70 500           |
| Anzahl                       | 470                         |
| Baujahr(e)                   | 1912                        |
| Ausmusterung                 |                             |
| Bauart                       | Schemelwagen ohne Bordwände |
| Gattung                      | H. (Hrmz.)                  |
| Spurweite                    | 1435 mm                     |
| Anzahl Achsen                | 2                           |
| Leermasse                    | 6,3 bis 6,8 t               |
| zul. Höchstgeschw.           | 40 km/h                     |
| Detaildaten zum Untergestell |                             |
| Länge über Puffer (LüP)      | 8.224 mm                    |
| Länge Untergestell           | 7.000 mm                    |
| Bauart Untergestell          | E                           |
| Detaildaten zum Fahrwerk     |                             |
| Radstand:                    | 3.650 mm                    |
| Bauart der Räder             | Y-Speichenrad               |
| Bauform der Räder            | Bayer. Form 38              |
| Raddurchmesser               | 986 mm                      |
| Kupplungstyp                 | Schraubenkupplung nach VDEV |
| Detaildaten zum Laderaum     |                             |
| Länge                        | 7.000 mm                    |
| Breite (ohne Schemel)        | 2.490 mm                    |
| Breite (innerh. Kipfen)      | 2.000 mm                    |
| Höhe (ohne Schemel)          | 1.856 mm                    |
| Höhe (im Schemel)            | 1.634 mm                    |
| Fläche                       | 17,4 m²                     |
| Zuladung                     | 10.000 kg                   |

Der Hrmz Bay 12 war ein bayerischer Güterwagentyp. Dabei handelte es sich um zweiachsige Schemelwagen der Gattung Hrmz nach dem Musterblatt 343 der Königlich Bayerischen Staatseisenbahnen (K.B.Sts.B) gemäß Wagenstandsverzeichnis von 1913. Der Wagentyp wurde ausschließlich ohne Bremsen gebaut.

## Geschichte
Zum Transport von Langholz – mit Ladelängen größer 6.000 mm – wurden vor allem in den Anfangsjahren des Eisenbahntransports, als die Wagen noch sehr kurz waren, Spezialwagen benötigt. Man führte daher bei den einzelnen Bahnverwaltungen die mit Langholztransporten befasst waren – neben Preußischer Staatseisenbahn, Württembergische Staatseisenbahn, Badische Staatseisenbahn auch die Bayerische Staatseisenbahn – sogenannte Schemelwagen an. Die zeichneten sich durch einen mittig auf der Ladefläche stehenden Drehschemel aus auf dem die Ladung abgelegt werden konnte. Die Wagen wurde immer paarweise eingesetzt, so dass die Ladung auch bei größerer Länge kurvengängig war.

## Beschaffung
1912 beschafften die K.B.Sts.B insgesamt 500 Schemelwagen nach Blatt Nr. 343 gemäß dem Wagenstandsverzeichnis von 1913. Diese Wagen waren ohne Bremsen und hatten auch keine Bordwände.

## Verbleib
Die Wagen wurden bei den K.B.Sts.B. als Gattung Hrz. und von der Deutschen Reichsbahn unter dem Gattungsbezirk Hw Regensburg geführt. Sie wurden zwar bei der Deutschen Bundesbahn noch im Merkbuch von 1952 als Gattung Hw 01 benannt, ob es aber je zu Umzeichnungen kam, ist nicht überliefert. Die Wagen dürften spätestens Anfang der 1950er Jahre ausgemustert worden sein.

## Konstruktive Merkmale

### Untergestell
Das Untergestell der Wagen war komplett aus Profileisen aufgebaut. Die äußeren Längsträger hatten ein Doppel-T-Profil mit einer Höhe von 268 mm. Im Gegensatz zu anderen Untergestellbauarten waren bei diesem auf Grund der Belastung durch den Drehschemel keine durchgehenden, inneren Längsträger vorhanden. Vielmehr wurden die diagonalen Pufferstützen bis zur Wagenmitte geführt, wo sie auf zwei links und rechts von der Mitte vorhandene, verstärkte Querträger trafen (siehe auch die Wagenskizze). Als Zugeinrichtung hatten die Wagen Schraubenkupplungen mit Sicherheitsbügel. Die Zugstange war wegen der besonderen Befestigung des Drehschemels nicht durchgehend, sondern wurde um diesen im Bogen herumgeführt. Sie war mittig gefedert. Als Stoßeinrichtung besaßen die Wagen Stangenpuffer mit einer Einbaulänge von 612 mm. Die Pufferteller hatten einen Durchmesser von 370 mm.

### Laufwerk
Die Wagen hatten aus Flacheisen geschmiedete Fachwerk-Achshalter der kurzen, geraden Bauform. Gelagert waren die Achsen in geteilten Gleitachslagern bayerischer Bauform. Die Räder hatten Speichenradkörper der Bauart 38 mit einem Raddurchmesser von 986 mm. Die Federung bestand jeweils aus acht 1.130 mm langen Federblättern mit einem Querschnitt von 76 × 13 mm.

### Wagenkasten
Der Wagenkasten war komplett aus Holz mit eisernen Profilverstärkungen aufgebaut. Die Wagen hatten alle keine Bordwände. Die Bodenplanken waren 60 mm stark. In den Wagenboden waren insgesamt vier Flacheisen eingelassen mit Rungentaschen für zusätzliche Steckrungen auf beiden Seiten. Da sich die Rungentaschen bei diesem Wagenmodell außerhalb des Wagenbodens befanden konnte die volle Breite des Bodens als Ladefläche genutzt werden.
Im Gegensatz zu späteren Bauarten konnte bei diesem Modell der mittig angebrachte, aus Eisenprofilen bestehende, Drehschemel nicht durchgedreht werden. Das Auflager der Drehschemel war mit Eisenzinken versehen um ein Verrutschen der Ladung zu verhindern. Zusätzlich gab es noch Sicherungsketten mit Einschlaghaken die ebenfalls das Verrutschen der Ladung verhindern sollten. Die beiden Doppel-Steckrungen des Drehschemels waren mit Spannketten verbunden.

### Ausstattung
Je nach Lieferserie standen den Wagen sechs bis acht zusätzliche Steckrungen zur Ladungssicherung zur Verfügung. Nur die beiden Wagen 71 049 und 71 242 verfügten abweichend nur über vier zusätzliche Steckrungen. Dafür waren diese beiden Wagen aber auch schon mit dem neuen, durchdrehbaren auf Rollen geführten Drehschemel ausgestattet. Bei diesem waren die Rungen des Drehschemels auch zum umklappen und nicht mehr nur eingesteckt.
Zusätzlich gab es noch Sicherungsketten mit Einschlaghaken die ebenfalls das Verrutschen der Ladung verhindern sollten.

## Wagennummern
Die Daten sind dem diversen Wagenpark-Verzeichnissen der Kgl.Bayer.Staatseisenbahnen , so wie im Literaturverzeichnis aufgeführt, sowie den ebenfalls dort aufgeführten Büchern und/oder Magazinen entnommen.
| Herstelldaten                | Herstelldaten                | Herstelldaten                | Wagennummern je Epoche | Wagennummern je Epoche            | Wagennummern je Epoche | Wagennummern je Epoche | Abmessungen | Abmessungen | Fahrwerk        | Fahrwerk        | Fahrwerk        | Fahrwerk        | Fassungsraum                                           | Fassungsraum                                           | Fassungsraum                                           | Fassungsraum                                           | Gewichte          | Gewichte           | Zusatzinfos                        |
| Bau- jahr                    | Her- stel- ler               | An- zahl                     | ab 1875                | ab 1909 (1907)                    | DR (ab 1923)           | Aus- gemu- stert       | Anz. Achs.  | Rad- stand  | LüP             | Unt. Gest.      | LA.             | Brem- sen       | Lade- länge [mm]                                       | Lade- breite [mm]                                      | Boden- fläche m2                                       | Lade- raum m3                                          | Lade- gewicht [t] | Eigen- gewicht [t] | Bemerkungen                        |
| Blatt-Nr. aus WV von Gattung | Blatt-Nr. aus WV von Gattung | Blatt-Nr. aus WV von Gattung | 1897                   | 343 1913 Hrz.                     | Hw Regensburg          |                        |             |             | (siehe Legende) | (siehe Legende) | (siehe Legende) | (siehe Legende) | (siehe zusätzliche Angaben in der Infobox rechts Oben) | (siehe zusätzliche Angaben in der Infobox rechts Oben) | (siehe zusätzliche Angaben in der Infobox rechts Oben) | (siehe zusätzliche Angaben in der Infobox rechts Oben) |                   |                    | Drehschemel mit Doppel-Kipfstangen |
| ---------------------------- | ---------------------------- | ---------------------------- | ---------------------- | --------------------------------- | ---------------------- | ---------------------- | ----------- | ----------- | --------------- | --------------- | --------------- | --------------- | ------------------------------------------------------ | ------------------------------------------------------ | ------------------------------------------------------ | ------------------------------------------------------ | ----------------- | ------------------ | ---------------------------------- |
| 1912                         |                              | 500                          |                        | Mü 70 001-70 500                  | 101-14 609             |                        | 2           | 4.500       | 9.300           | E               |                 |                 | 8.000                                                  | 2.500                                                  | 20,8                                                   |                                                        | 18,0- 18,5        | 7,9- 8,0           | mit 8 seitlichen Rungen            |
| 1913                         |                              | 100                          |                        | Re 70 601-70 700                  | 101-14 609             |                        | 2           | 4.500       | 10.030          | E               |                 |                 | 8.000                                                  | 2.500                                                  | 20,8                                                   |                                                        | 18,0- 18,5        | 7,9- 8,0           | mit 8 seitlichen Rungen            |
| 1913/14                      |                              | 350                          |                        | Re 70 501-70 600 Re 70 701–70 850 | 101-14 609             |                        | 2           | 4.500       | 9.300           | E               |                 |                 | 8.000                                                  | 2.500                                                  | 20,8                                                   |                                                        | 18,0- 18,5        | 7,9- 8,0           | mit 8 seitlichen Rungen            |